# Wet (Nicole Scherzinger)
Wet è il quarto singolo estratto dal primo album solista Killer Love della cantante statunitense Nicole Scherzinger, pubblicato su iTunes il 29 agosto 2011 per il mercato europeo. Esso è stato prodotto dagli Stargate e da Sandy Vee. Il video è stato girato il 20 agosto e vede Nicole eseguire balletti di danza seducenti e indossare vestiti molto sexy. Il singolo ha avuto successo soprattutto in Irlanda e nel Regno Unito.

## Composizione
Wet è un brano veloce e sostenuto, con un ritmo martellante da discoteca, e dispone di un basso pulsante e beat elettronici. La canzone è stata scritta da Ester Dean e Traci Hale, e co-scritta e prodotta dal duo norvegese Stargate e da Sandy Vee. La Scherzinger confessa, in questa canzone, che il suo corpo è dolorante dal tocco di un uomo. La canzone contiene cronache molti sexy dove la Scherzinger si bagna, suda, si fa una doccia, nuota, e annega.
il singolo ha ottenuto recensioni generalmente positive dalla critica. Robert Copsey di Digital Spy ha dato alla canzone una recensione di tre stelle su cinque, affermando che sebbene la Scherzinger fa le fusa con convinzione, la canzone sembra in ultima analisi simile a Only Girl (in the World) di Rihanna del 2010. La critica ha anche affermato che si tratta di un singolo migliore del primo singolo Poison per il fatto che è più ballabile e adatto agli ambienti da discoteca.

## Video
Il video è stato diretto da Justin Francis. Il video musicale è stato girato in una delle rare giornate fuori dalle prove di X-Factor USA. Il 2 agosto 2011, Scherzinger ha pubblicato le foto del backstage del video musicale. Il video è stato pubblicato il 3 agosto 2011 in anteprima attraverso MSN Music UK, mentre su YouTube è stato pubblicato l'8 agosto 2011.
Il video inizia con la Scherzinger che si nasconde dai poliziotti. Mentre si stava facendo riprendere delle telecamere di sicurezza, Nicole comincia a ballare e a cantare atleticamente e acrobaticamente. Il video prosegue con scene di Scherzinger che canta dietro un vetro della finestra mentre piove dove si intrecciano nella clip. Nicole, accompagnata da un gruppo di ballerine, entra in una piscina al coperto dove si vedono uomini che imbrattano i muri della parete. Nicole e le sue ballerine cominciano a ballare in piscina ma nel fondo svuotato, dagli uomini che cominciano a bagnare la Scherzinger con dei tubi collegati alla piscina. Mentre i poliziotti entrano nell'edificio, Nicole e gli altri protagonisti del video incominciano a scappare, lasciando sola la polizia che scopre il messaggio che avevano scritto in precedenza gli uomini in vernice spray, "Wet".
La critica ha accolto bene il video lodando la capacità di Nicole di cantare e allo stesso tempo di eseguire le coreografie alla perfezione.

## Classifiche
| Classifica (2011) | Posizione massima |
| ----------------- | ----------------- |
| Australia         | 34                |
| Belgio (Fiandre)  | 114               |
| Irlanda           | 10                |
| Regno Unito       | 21                |
| Slovacchia        | 36                |